# إيثان روبنشتاين
إيثان روبنشتاين هو طبيب كندي، ولد في 1941، وتوفي في 29 يناير 2015.